# Recaldeberri-Larrasquitu
Recaldeberri-Larrasquitu (en euskera y oficialmente Errekaldeberri-Larraskitu) es un barrio bilbaíno del distrito 7 situado en la margen izquierda de la ría de Bilbao.
El barrio tiene una extensión de 110,53 hectáreas y 18 987 habitantes (según los datos de 2016). Está construido sobre el río Helguera, un río subterráneo que desemboca en el río Ibaizábal.
Hasta hace una década estaba separado de la ciudad por las líneas ferroviarias de FEVE de Amézola. Sólo lo unían los puentes de la calle Gordóniz y Urkiola. Además de eso, influenciado por la falta de planificación, la autovía A-8 separa el barrio en dos. Con la nueva ordenación, el barrio ha cambiado totalmente su aspecto, se han construido chalets, nuevas viviendas, zonas de paseo..., haciendo del barrio un lugar elegido por nuevas parejas jóvenes con nivel adquisitivo y también por los del barrio de siempre, su zona ideal para tener su domicilio (raro es el vecino de Rekalde que se quiera marchar a otra zona), por lo que resulta un barrio muy diverso en sus gentes; en Rekalde pueden habitar igual presentadores de televisión, políticos o deportistas que obreros cobrando el subsidio del paro, todo se une en una singular armonía entre vecinos que hace de este barrio un lugar elegido por mucha gente para vivir. Su cercanía al centro (se puede ir andando a cualquier lugar de Bilbao), la construcción en los últimos años de nuevas viviendas y zonas de ocio contribuyendo a su regeneración y sus servicios ponen el resto.
Desde 1998 por medio de una enorme obra, se soterraron las vías de tren. Así, el barrio quedó unido totalmente con el centro de la ciudad.

## Situación
El barrio se encuentra en la zona sur de Bilbao. Limita con Iralabarri, Iturrigorri-Peñascal, Amézola y Uretamendi-Betolatza; también lo hace con varios montes como el Arraiz o el Pagasarri.

## Fiestas
Las fiestas del barrio comienzan el último viernes de junio y acaban el primer fin de semana de julio. Se caracterizan por ser unas fiestas populares organizadas por la Jai batzordea (Comisión de fiestas) compuesta por diversas asociaciones culturales, deportivas y políticas del barrio. El personaje que las representa es el Errekatartalo (erreka-rio, tartalo-cíclope) un cíclope que cuida del barrio desde el Pagasarri. Estas fiestas mantienen un amplio programa de actividades que se desarrollan en 10 días y que apuesta por la fiesta de día y de noche.

## Transportes
Es un barrio muy cercano al centro y con unas comunicaciones con el centro de la ciudad que carecen del metro.
- Bilbobus: Líneas por Recalde:

| Línea | Recorrido                              | Frecuencia (minutos, de lunes a viernes) |
| ----- | -------------------------------------- | ---------------------------------------- |
| 27    | Arabella - Betolatza                   | 15                                       |
| 57    | Miribilla - Ospitalea                  | 60                                       |
| 72    | Larraskitu - Gazteleku/Castaños        | 15                                       |
| 76    | Artatzu/Xalbador - Moyua               | 20                                       |
| 77    | Peñascal - Larreagaburu/Mina del Morro | 12                                       |
| A8    | San Justi/San Justo - Ametzola         | 60                                       |

- FEVE y Cercanías Renfe.
- Taxi: En el mismo centro del barrio existe una parada de taxis.
- Metro: No hay línea de metro que pase por el barrio. Es una demanda histórica.

## Historia
- Libros sobre Rekalde en Bilbao Bizkaia Peoples Museum